# Matties Volckaert
Matties Volckaert (12 oktober 2002) is een Belgisch voetballer die onder contract ligt bij KAA Gent.

## Carrière
Matties Volckaert begon zijn jeugdopleiding bij KFC Merelbeke. Al op jonge leeftijd werd hij er weggeplukt door KAA Gent. Later stapte hij over naar de jeugdopleiding van Racing Club Gent, waar hij doorstroomde naar het eerste elftal van de club.
In het voorjaar van 2024 haalde KAA Gent de toen 21-jarige Volckaert terug in huis. In het seizoen 2024/25 kwam hij uit voor Jong KAA Gent, het beloftenelftal van de club in Eerste nationale. In zijn debuutseizoen werd hij met de Gentse beloften kampioen in Eerste nationale VV, waardoor de ploeg van trainer Thomas Matton doorstroomde naar het profvoetbal. Op 8 augustus 2025 maakte Volckaert zijn profdebuut: op de openingsspeeldag van de Challenger Pro League liet Matton hem starten tegen Olympic Club Charleroi.
2 Kotto ·
3 Brown ·
4 Watanabe ·
5 Lopes ·
6 Gandelman ·
8 Gerkens ·
9 Guðjohnsen ·
10 Omgba ·
11 Sonko ·
12 Gambor ·
13 Mitrović ·
14 Vanzeir‎ ·
15 Ito ·
16 Delorge ·
17 Hjulsager ·
18 Samoise ·
19 Surdez ·
20 Araújo ·
21 Dean ·
22 Fadiga ·
23 Torunarigha ·
24 Kums  ·
26 Fortin ·
27 De Vlieger ·
29 Varela ·
30 De Schrevel ·
32 Vandenberghe ·
33 Roef ·
35 De Meyer ·
45 Goore ·
Coach: Milićević
· Assistent-coach: Van Dessel